# Rose-Hulman Institute of Technology
Das Rose-Hulman Institute of Technology ist ein kleines Engineering College in Terre Haute. Neben den Bachelor-Studiengängen (4-jährig) in fast allen Ingenieurwissenschaften gibt es ein Graduate-Programm, z. B. in Engineering Management (Wirtschaftsingenieurwesen). Von 2001 bis 2009 wurde es als Best Undergraduate Engineering College of the Year von den U.S. News ausgezeichnet und ist damit für viele Studenten eine gute Alternative zu Colleges wie dem MIT, Virginia Tech oder dem California Institute of Technology. In Publikationen wie The Best Buys in College Education und Barron's Guide to the Most Prestigious Colleges wird das Rose-Hulman IT ebenfalls regelmäßig genannt. Dennoch kommt der überwiegende Teil der Studenten aus der näheren Umgebung der beiden Bundesstaaten Indiana und Illinois.

## Lage
Der Campus liegt etwa 10 km östlich vom Stadtzentrum. Alle Freshmen und ein großer Teil der älteren Semester wohnen auf dem Campus. Es gibt außerdem noch etliche Fraternity-Häuser sowie ein großes Sportzentrum.

## Geschichte
Die Grundsteinlegung war am 11. September 1875. Es wurde Rose Polytechnic Institute genannt, nach dem Gründer Chauncey Rose, einem aus Schottland eingewanderten Unternehmer. Im Jahr 1903 hatte das College über 200 Studenten, für die keine Studentenwohnheime existierten. 1922 wurde begonnen, auf dem Gelände der Stifterfamilie Hulman einen neuen Campus zu bauen. Darin enthalten war die Deming Hall, die erste Studentenunterkunft des College. Der Campus wurde im Laufe der Jahre stetig erweitert und das College wurde im Jahr 1971 in Rose-Hulman Institute of Technology  umbenannt.

## Zahlen zu den Studierenden, den Dozenten und zum Vermögen

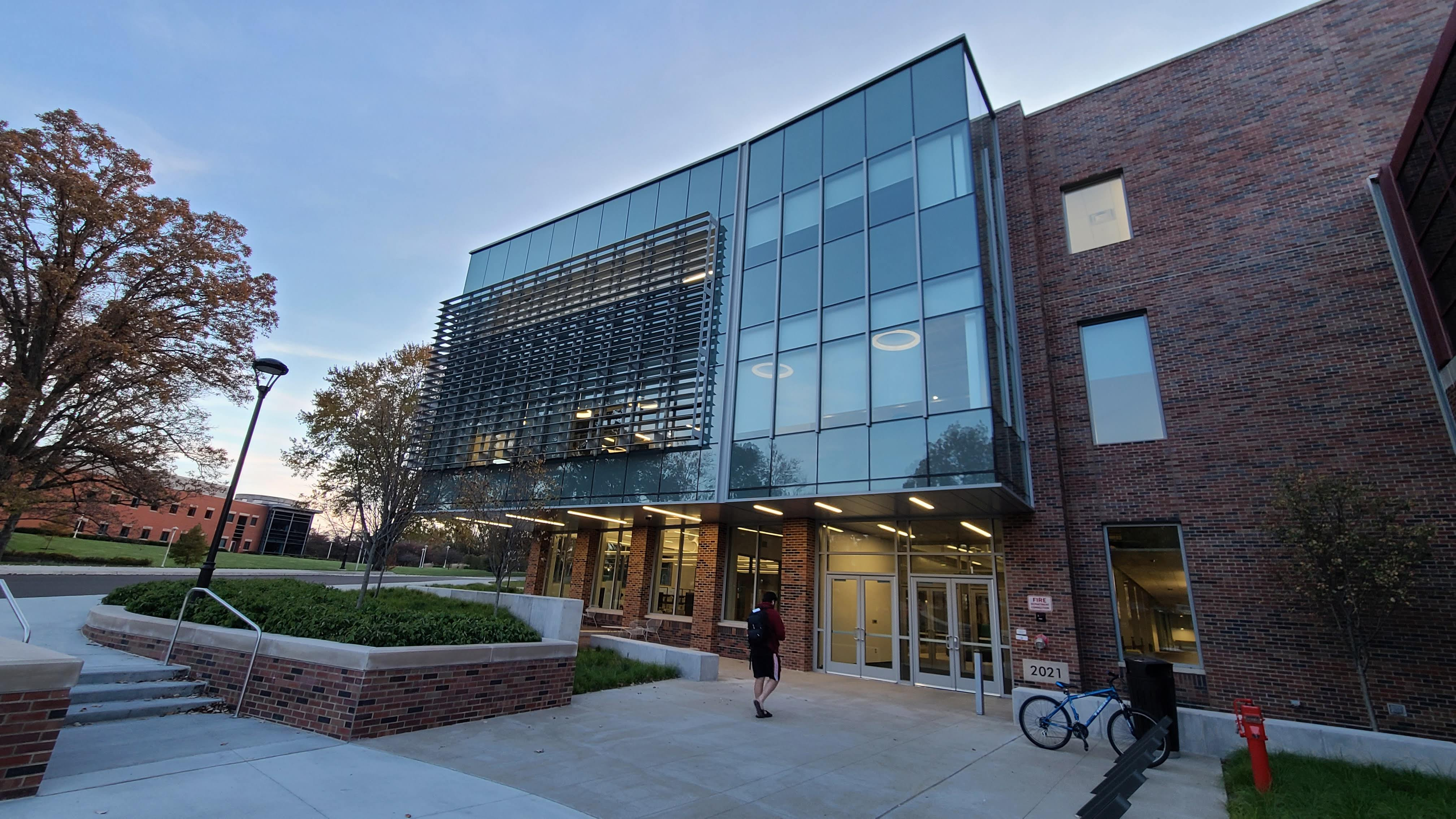
2021 eröffnetes Gebäude (New Academic Building) des Institutes (2022)

Im Herbst 2021 waren 2.101 Studierende am Rose-Hulman-Institut eingeschrieben. Davon strebten 2.081 (99,0 %) ihren ersten Studienabschluss an, sie waren also undergraduates. Von diesen waren 25 % weiblich und 75 % männlich; 7 % bezeichneten sich als asiatisch, 5 % als schwarz/afroamerikanisch, 5 % als Hispanic/Latino und 67 % als weiß. 20 (1,0 %) arbeiteten auf einen weiteren Abschluss hin, sie waren graduates. Es lehrten 192 Dozenten an der Universität, davon 187 in Vollzeit und 5 in Teilzeit.
2003 waren es rund 1600 Studenten, 2008 waren es 1970 Studierende und 2010 ungefähr 2000.
Der Wert des Stiftungsvermögens des Instituts lag 2021 bei 252,5 Mio. US-Dollar und damit 20,4 % höher als im Jahr 2020, in dem es 209,8 Mio. US-Dollar betragen hatte. 2010 waren es 149,2 Mio. US-Dollar gewesen.

## Sport
Die Sportler nennen sich Rose–Hulman Fightin' Engineers.

## Bekannte Absolventen und Studenten
- Barzilla W. Clark (1880–1943), Politiker, Bürgermeister, 1937 bis 1939 Gouverneur von Idaho, studierte am Rose Polytechnic Institute
- Ernest R. Davidson (* 1936), Quantenchemiker, Bachelorabschluss am Rose Polytechnic Institute 1958
- Lawrence J. Giacoletto (1916–2004), Elektrotechnik-Ingenieur und Erfinder, Bachelorabschluss
- Marshall Goldsmith (* 1949), Wirtschaftswissenschaftler, Bachelorabschluss 1970
- John Hostettler (* 1961), Politiker, Bachelor im Maschinenbau 1983